# Euphorbia souliei
Euphorbia souliei är en törelväxtart som beskrevs av fader Sennen. Euphorbia souliei ingår i släktet törlar, och familjen törelväxter. Inga underarter finns listade i Catalogue of Life.